# Mountainbike-Marathon-Weltmeisterschaften 2014
Die UCI-Mountainbike-Marathon-Weltmeisterschaften 2014 fanden am 29. Juni im südafrikanischen Pietermaritzburg statt. Der Cascades MTB Park wurde somit nach den Mountainbike-Weltmeisterschaften 2013 zum zweiten Mal in Folge Ausrichtungsort einer Mountainbike-WM.

## Männer
| Platz | Land | Athlet           | Zeit         |
| ----- | ---- | ---------------- | ------------ |
| 1     | CZE  | Jaroslav Kulhavý | 4:15:57 Std. |
| 2     | AUT  | Alban Lakata     | + 3:18 min   |
| 3     | SUI  | Christoph Sauser | + 4:14 min   |
| 4     | SUI  | Urs Huber        | + 6:59 min   |
| 5     | FIN  | Jukka Vastaranta | + 7:28 min   |
| 6     | POL  | Bartłomiej Wawak | + 7:41 min   |
| 7     | BEL  | Roel Paulissen   | + 8:08 min   |
| 8     | GER  | Robert Mennen    | + 9:47 min   |

Datum: 29. Juni 2014

Länge: 95 km
Insgesamt erreichten 77 Fahrer das Ziel.
Der amtierende Weltmeister war Christoph Sauser aus der Schweiz.

## Frauen
| Platz | Land | Athletin         | Zeit           |
| ----- | ---- | ---------------- | -------------- |
| 1     | DEN  | Annika Langvad   | 3:50:44,0 Std. |
| 2     | GER  | Sabine Spitz     | + 5:27 min     |
| 3     | CZE  | Tereza Huříková  | + 8:57 min     |
| 4     | SUI  | Esther Süss      | + 16:13 min    |
| 5     | SUI  | Ariane Kleinhans | + 20:38 min    |
| 6     | RSA  | Robyn de Groot   | + 21:37 min    |
| 7     | SWE  | Jennie Stenerhag | + 23:01 min    |
| 8     | RSA  | Jeannie Bomford  | + 31:17 min    |

Datum: 29. Juni 2014

Länge: 74 km
Insgesamt erreichten 30 Fahrerinnen das Ziel.
Die amtierende Weltmeisterin war Gunn-Rita Dahle Flesjå aus Norwegen.